# 维州 (辽朝)
47°53′23″N 103°53′52″E / 47.889764°N 103.897847°E
维州，辽朝时设置州。属于上京道西北路。
辽圣宗统和二十二年（1004年）设立维州，治所在今蒙古国哈尔布哈古城。米文平根据蒙古国学者考古成果，以土拉河和鄂尔浑河之间的青陶盖古城东南以西20公里喀鲁喀河的哈达桑·巴勒嘎斯古城为维州，不辖县。为蕭撻凜上表请求修建的三州之一（镇州、防州、维州）辽国灭亡后，成为克烈部游牧区。

### 資料
- 《中國行政區劃通史·遼金卷》